# Ottawa County (Michigan)
Ottawa County ist ein County im Bundesstaat Michigan der Vereinigten Staaten. Der Verwaltungssitz (County Seat) ist Grand Haven. Das U.S. Census Bureau hat bei der Volkszählung 2020 eine Einwohnerzahl von 296.200 ermittelt.

## Geographie
Das County liegt im mittleren Südwesten der Unteren Halbinsel von Michigan, grenzt im Westen an den Michigansee, einem der 5 Großen Seen, und hat eine Fläche von 4227 Quadratkilometern, wovon 2762 Quadratkilometer Wasserfläche sind. Es grenzt im Uhrzeigersinn an folgende Countys: Muskegon County, Kent County und Allegan County.

## Geschichte
Ottawa County wurde 1831 aus Teilen des Mackinac County und freiem Territorium gebildet. Benannt wurde es nach dem indianischen Volk der Ottawa.
23 Bauwerke und Stätten des Countys sind im National Register of Historic Places eingetragen (Stand 27. Januar 2018).

## Demografische Daten

Alterspyramide des Ottawa Countys (Stand: 2000)

Nach der Volkszählung im Jahr 2000 lebten im Ottawa County 238.314 Menschen in 81.662 Haushalten und 61.328 Familien. Die Bevölkerungsdichte betrug 163 Einwohner pro Quadratkilometer. Ethnisch betrachtet setzte sich die Bevölkerung zusammen aus 91,52 Prozent Weißen, 1,05 Prozent Afroamerikanern, 0,36 Prozent amerikanischen Ureinwohnern, 2,09 Prozent Asiaten, 0,02 Prozent Bewohnern aus dem pazifischen Inselraum und 3,48 Prozent aus anderen ethnischen Gruppen; 1,48 Prozent stammten von zwei oder mehr Ethnien ab. 7,00 Prozent der Bevölkerung waren spanischer oder lateinamerikanischer Abstammung.
Von den 81.662 Haushalten hatten 39,3 Prozent Kinder unter 18 Jahren, die bei ihnen lebten. 64,6 Prozent waren verheiratete, zusammenlebende Paare, 7,5 Prozent waren allein erziehende Mütter und 24,9 Prozent waren keine Familien. 19,6 Prozent waren Singlehaushalte und in 7,4 Prozent lebten Menschen im Alter von 65 Jahren oder darüber. Die Durchschnittshaushaltsgröße betrug 2,81 und die durchschnittliche Familiengröße lag bei 3,25 Personen.
28,7 Prozent der Bevölkerung waren unter 18 Jahre alt. 11,9 Prozent zwischen 18 und 24 Jahre, 29,3 Prozent zwischen 25 und 44 Jahre, 20,0 Prozent zwischen 45 und 64 Jahre und 10,1 Prozent waren 65 Jahre oder älter. Das Durchschnittsalter betrug 32 Jahre. Auf 100 weibliche Personen kamen 97 männliche Personen. Auf 100 Frauen im Alter von 18 Jahren und darüber kamen statistisch 94,2 Männer.
Das jährliche Durchschnittseinkommen eines Haushalts betrug 52.347 US-Dollar, das Durchschnittseinkommen einer Familie 59.896 USD. Männer hatten ein Durchschnittseinkommen von 42.180 USD, Frauen 27.706 USD. Das Pro-Kopf-Einkommen betrug 21.676 USD. 3,1 Prozent der Familien und 5,5 Prozent der Bevölkerung lebten unterhalb der Armutsgrenze.